# Theodor Kock
Theodor Kock (* 18. November 1820 in Quedlinburg; † 4. Juni 1901 in Weimar) war ein deutscher Altphilologe und Gymnasiallehrer.

## Leben
Theodor Kock besuchte das Friedrich-Wilhelms-Gymnasium (Posen). Nach dem Abitur studierte er von 1838 bis 1842 Klassische Philologie an der Schlesischen Friedrich-Wilhelms-Universität Breslau, der Friedrichs-Universität Halle und der Friedrich-Wilhelms-Universität Berlin. 1842 wurde er in Breslau zum Dr. phil. promoviert.
Zunächst war er Lehrer an seiner früheren Schule in Posen (1842) und am Kgl. Gymnasium in Elbing (1850). Danach wurde er Gymnasialdirektor in Guben (1854), Stolp in Pommern (1857), am Hamburger Johanneum und in Memel (1863).  Ab April 1866 war er schließlich am Luisenstädtischen Gymnasium in Berlin.
1882 pensioniert, verlebte er seinen Ruhestand in Weimar.

## Werke
- Alkäos und Sappho, Berlin 1862.
- Ausgewählte Komödien des Aristophanes, erklärt von Theodor Kock, 4 Bde., Leipzig 1852/53/56/64.
- Comicorum Atticorum Fragmenta, hg. von Theodor Kock, 3 Bde., Leipzig 1880/84/88.